# Pavón Arriba
Pavón Arriba es una localidad del departamento Constitución, provincia de Santa Fe, República Argentina. Se ubica a la vera de la RP 18, que la conecta al norte con la ciudad de Rosario y al sur con la ciudad de Pergamino, en la provincia de Buenos Aires. Es la capital provincial del Durazno.

## Población
Cuenta con 1,992 habitantes (Indec, 2010), lo que representa un incremento del 2,8 % frente a los 1,978 habitantes (Indec, 2001) del censo anterior.
| Gráfica de evolución demográfica de Pavón Arriba entre 1991 y 2010 |
|                                                                    |
| Fuente: Censos nacionales del INDEC                                |

## Historia
Los inmigrantes, atraídos por la fertilidad del suelo y la benignidad del clima, llegaron a este lugar aproximadamente en el año 1860, provenientes de la provincia de Buenos Aires. Los primeros hacendados en su mayoría eran de origen irlandés, trayendo como primer ganado el ovino. Algunas de estas familias fueron los Pierce, Hier y Killmurray.
Don Plácido Ríos funda en el lugar donde fuera un kilómetro el pueblo que lleva su nombre, donando los terrenos para la plaza pública y la iglesia.
Poco después, se abre el servicio público la estación del ramal Peyrano-Ludueña del Ferrocarril Central Argentino, inaugurándose el 28 de febrero de 1891, tomándose esa fecha como origen de la localidad. Desde entonces se conoce con el nombre de su estación, Pavón Arriba.

## Entidades educativas
- Escuela provincial primaria N.º 6014 Provincia de Entre Ríos
- Escuela Juan Gregorio Lemos, en el campo La Magdalena
- Centro de Alfabetización N.º 314 (primaria para adultos)
- Escuela enseñanza media N.º 321 «General Manuel Belgrano»
- EEMPA N.º 1241

## Entidades deportivas
- Club Social y deportivo General José de San Martín, también conocido como San Martín de Pavón Arriba (apodado El Santo)
- Club Unión M. S. y B.

## Festividades
- 5 y 6: Fiesta Provincial del Durazno (se puede festejar en otras fechas)
- 15 de agosto: festividad de Nuestra Señora del Carmen (patrona de los católicos locales).

## INALPA
La planta industrial INALPA S. A. procesa legumbres enlatadas: arvejas, lentejas, garbanzos, porotos, jardinera, choclo crema y grano, acelga, y todo tipo de hortalizas

## Laguna de estabilización
La laguna de estabilización se utiliza para los líquidos de los camiones atmosféricos de Pavón Arriba. Se creó gracias a un convenio de la comuna con la Facultad de Ciencias Exactas, Ingeniería y Agrimensura de la Universidad Nacional de Rosario en 1991.

## Parajes
- Campo La Malagueña
- Kilómetro 57

## Celebridades
- Aquí nació el personaje ficticio Éber Ludueña, interpretado por el humorista y actor Luis Rubio.